# AZS Poznań (koszykówka kobiet)
Enea AZS Poznań – polski żeński klub koszykarski z siedzibą w Poznaniu, występujący w Basket Lidze Kobiet.

## Historia sekcji
Sekcja koszykówki kobiet przy poznańskim AZS-ie ma bardzo długie i bogate tradycje. Zespół wychował niezliczone pokolenia koszykarek, które stanowiły w późniejszym okresie o sile reprezentacji Polski w różnych kategoriach wiekowych. Zespół zdobywał medale w trzech zasadniczych okresach: przedwojennym (lata 30.), latach 70. i na początku XXI wieku. W tych okresach w koszykówce zaszło bardzo wiele zmian, zarówno w przepisach jak i stylu gry, co powoduje że każdy z tych medali należy rozpatrywać pod różnym kątem.
Lata 30.
Lata 30. XX wieku były bardzo udane dla obu sekcji koszykówki przy AZS-ie Poznań. Koszykarze zdobyli pięć medali, koszykarki zdobyły dwa medale. W 1931 roku wywalczyły brązowe medale, a w roku 1932 stanęły na drugim stopniu podium.
Lata 70.
Jednak na kolejne medale akademiczek przyszło czekać ponad 40 lat, gdy w 1977 roku zdobyły brąz. W latach 70. dominowała Wisła Kraków w tę długoletnią "świętą wojnę" na górze wmieszały się w 1978 roku akademiczki z Poznania dowodzone przez wspaniałego trenera i człowieka Bronisława Wiśniewskiego. AZS Poznań mając takie supersnajperki jak Elżbieta Gumowska-Grześczyk (rekord zdobytych punktów w lidze – jedenaście tysięcy) i Teresa Komorowska (srebrna medalistka mistrzostw Europy seniorek i juniorek) oraz Elżbieta Zientarska, Maria Wiśniewska, Maria Jergen, Ewa Haber, Iwona Kamińska, Lucyna Plucińska – grał niezwykle widowiskowo i skutecznie, ale, niestety, nie panował w lidze tak długo, jak mu przepowiadano. W tym miejscu należy też wspomnieć, że w latach świetności klubu jego długoletnim kierownikiem był Józef Martyła, na którego cześć od ponad 10 lat organizuje się turniej memoriałowy dla młodych koszykarek.
Skład zespołu, który w sezonie 1976/1977 zdobył brązowe medale: Elżbieta Zientarska, Maria Matecka, Beata Wieczorek, Zofia Wilk, Dorota Surmacewicz, Bożena Ludwiczak, Iwona Kamińska, Maria Jergen, Ewa Michałowska, Elżbieta Gumowska, Maria Jóźwiak. Trenerzy: Bronisław Wiśniewski, Roman Haber. Kierownik drużyny: Józef Martyła.
Lata 80.
W tym okresie klub nadal grał w ekstraklasie, jednak na podium już stanąć mu się nie udało.
Skład zespołu z sezonu 1983/1984: Elżbieta Grześczyk, Ryszarda Ingielewicz, Iwona Jabłońska, Beata Jagsch, Beata Kałka, Iwona Kamińska, Renata Karbowska, Teresa Komorowska, Danuta Kozaczyk, Małgorzata Kubiak, Bożena Ludwiczak, Katarzyna Marciniak, Wiesława Mrozińska, Agata Patalas, Dorota Pawlak, Kinga Pawlaczyk, Beata Wieczorek.
Na trenerską ławkę w sierpniu 1983 roku powrócił trener Wiśniewski a jego asystentem był Zbigniew Grześczyk. W roku 1988 zespół pożegnał się z ekstraklasą. W latach 1988–1991 zespół grał w niższych ligach, by powrócić do ekstraklasy w sezonie 1991/1992.

### Sezon 2003/2004
W roku 2004 AZS pod nazwą sponsora tytularnego Starego Browaru wywalczył wicemistrzostwo Polski eliminując po drodze zespoły Wisły Kraków stosunkiem meczów 2:1 i PZU Polfy Pabianice stosunkiem meczów 3:1, ostatecznie akademiczki przegrały w wielkim finale z Lotosem Gdynia, chociaż po meczach w Poznaniu był remis 1:1, to jednak w Gdyni akademiczki nie wygrały już żadnego meczu. Zdobyły wicemistrzostwo Polski i zarazem pierwszy medal sekcji od 26 lat. Po sezonie zasadniczym akademiczki zajmowały drugie miejsce z bilansem 14 zwycięstw (7 w domu i 7 na wyjeździe) i 5 porażek (2 w domu i 3 na wyjeździe)oraz stosunkiem koszy 1487 – 1256. Trzon srebrnego zespołu stanowiły: Beata Krupska-Tyszkiewicz, Monika Ciecierska, Olga Pantelejewa, Gabriela Toma, Natalla Trafimawa. Z ławki najczęściej wchodziły Natalia Mrozińska, Anna Pamuła, Małgorzata Kaniowska i Minja Terzic. Trenerem srebrnej drużyny AZS-u był Tomasz Herkta jego asystentem Piotr Neyder. Kierownikiem drużyny był wtedy Andrzej Słabęcki, masażystą Tomasz Rybarczyk a lekarzem odpowiadającym za zdrowie koszykarek Grzegorz Biegański.
Skład zespołu, który w sezonie 2003/2004 zdobył srebrne medale: Beata Krupska-Tyszkiewicz (kapitan), Monika Ciecierska, Olga Pantelejewa, Gabriela Toma, Natalia Trafimowa, Minja Terzic, Małgorzata Kaniowska, Natalia Mrozińska, Anna Pamuła, Małgorzata Budniak, Patrycja Owczarzak. Trenerzy: Tomasz Herkt, Piotr Neyder. Kierownik drużyny: Andrzej Słabęcki. Masażysta: Tomasz Rybarczyk. Lekarz drużyny: Grzegorz Biegański

### Sezon 2004/2005
Jeszcze przed rozpoczęciem przygotowań do nowego sezonu ze sponsorowania drużyny wycofała się firma Fortis, dzięki której wsparciu rok wcześniej zespół został wicemistrzem Polski. Z drużyną pożegnały się Olga Pantelejewa i Gabriela Toma, które wybrały ofertę Polfy Pabianice. Z zespołem rozstał się również trener Tomasz Herkt. Do klubu natomiast powróciło kilka koszykarek wcześniej już grających w jego barwach, mianowicie: Monika Sibora (z Wisły Kraków), Aleksandra Karpińska (z Ostrovii Ostrów Wlkp) oraz Reda Aleliunaite-Jankowska. Sezon 2004/2005 akademiczki zakończyły na 5. miejscu, przegrywając w pierwszej rundzie play-off z Wisłą Kraków, a następnie pokonały zespoły AZS-u PWSZ Gorzów Wlkp i ŁKSu Łódź.
Skład zespołu w sezonie 2004/2005: Monika Sibora, Beata Krupska-Tyszkiewicz, Monika Ciecierska, Aleksandra Karpińska, Joanna Jarkowska, Joanna Lorek, Anna Pamuła, Natalia Mrozińska, Reda Aleliunaite-Jankowska, Jagoda Malendowicz. Trenerzy zespołu: Roman Haber, Piotr Neyder. Kierownik zespołu: Andrzej Słabęcki.

### Sezon 2005/2006
W tamtym sezonie "akademiczki" z Poznania zajęły 7. miejsce, choć były bliskie sprawienia wielkiej niespodzianki wygrywając dwa spotkania z faworyzowaną PZU Polfą Pabianice w pierwszej rundzie play-off. Z Pabianic koszykarki przywiozły remis 1:1, kolejne dwa spotkania odbyły się w hali przy ulicy Chwiałkowskiego, w obu tych meczach walka toczyła się do samego końca. Pierwszy mecz różnicą 2 punktów wygrały pabianiczanki, natomiast dzień później trzema punktami triumfowały poznanianki doprowadzając tym samym do stanu 2:2. W piątym decydującym meczu zmęczone długą rywalizacją poznanianki zostały rozbite różnicą 36 punktów.
Skład zespołu w sezonie 2005/2006: Weronika Idczak, Monika Sibora, Natalia Waligórska, Monika Ciecierska, Dominika Górczak, Joanna Jarkowska, Anna Pamuła, Natalia Mrozińska, Alicja Szarowska, Reda Aleliunaite-Jankowska, Jagoda Malendowicz, Anna Urban. Trenerzy: Grzegorz Szajek, Roman Haber (koordynator). Kierownik zespołu: Andrzej Słabęcki. Masażysta: Tomasz Rybarczyk.

### Sezon 2006/2007
W sezonie 2006/2007 zespół zajął ostatecznie 5. miejsce w lidze, przegrywając walkę o czołową czwórkę z AZS PWSZ Gorzów Wlkp (stosunkiem meczów 1:3), w drodze do piątego miejsca akademiczki pokonały natomiast zespoły z Pabianic i Łodzi.
Skład zespołu w sezonie 2006/2007: Agata Rafałowicz, Monika Sibora, Monika Ciecierska, Weronika Idczak, Joanna Jarkowska, Olga Pacyńska, Anna Pamuła, Natalia Mrozińska, Barbara Iwanowska, Reda Aleliunaite-Jankowska, Jagoda Malendowicz, Katarzyna Najtkowska. Trener: Roman Haber. Kierownik drużyny: Andrzej Słabęcki. Masażysta: Tomasz Rybarczyk.

### Sezon 2007/2008
W tym sezonie do Poznania powróciła Beata Krupska-Tyszkiewicz, zespół zasiliła też Małgorzata Myćka z AZS-u Jelenia Góra. Sezon 2007/2008 akademiczki z Poznania zakończyły na szóstym miejscu, w pierwszej rundzie play-off przegrały rywalizacje 0:3 z krakowską Wisłą, w meczach o miejsca 5-8 pokonały rybnicki ROW, lecz w decydujących meczach o 5. miejsce uległy nieznacznie CCC Polkowice. Najlepszą snajperką całej ligi została Joanna Jarkowska ze średnią 16,9pkt na mecz.
Skład zespołu w sezonie 2007/2008: Agata Rafałowicz, Monika Sibora, Beata Krupska-Tyszkiewicz, Joanna Jarkowska, Olga Pacyńska, Anna Pamuła, Joanna Lorek, Reda Aleliūnaitė-Jankovska, Małgorzata Myćka, Marlena Wdowczyk, Paulina Dąbkowska. Trenerzy: Roman Haber, Katarzyna Dydek, Wojciech Walich.

### Sezon 2008/2009
Ten sezon był pod pewny względem przełomowym, ponieważ nastąpiło poważne odmłodzenie drużyny. Z klubem pożegnały się grające od kilku lat: Monika Ciecierska, Joanna Lorek i Beata Krupska-Tyszkiewicz. Na ich miejsce klub pozyskał Agnieszkę Skobel i amerykanką Okeishą Howard z MUKS Poznań, a także Patrycję Mazurczak, która przyszła do Poznania z Gorzowa Wielkopolskiego. Nową trenerką została Katarzyna Dydek, która zastąpiła na tym stanowisku ustępującego Romana Habera. Sezon zasadniczy zespół zakończył na miejscu siódmym i w pierwszej rundzie play-off trafił na AZS PWSZ Gorzów Wlkp, rywalizacja rozpoczęła się od prowadzenia Gorzowa 2:0, a to za sprawą nowego regulaminu ligi o zaliczaniu do pierwszej rundy play-off wyników z sezonu zasadniczego. Po bardzo zaciętym meczu i ambitnej postawie poznaniaki minimalnie uległy Gorzowowi i musiały się zadowolić walką o miejsca 5-8. Tam czekała już leszczyńska Tęcza, pierwszy mecz w Lesznie poznanianki przegrały jedenastoma punktami, jednak w rewanżu przy Chwiałkowskiego prowadziły od początku do końca, odrobiły straty z Leszna i mogły się cieszyć z wygranej w dwumeczu. W walce o 5. miejsce rywalem AZS-u była toruńska Energa. Pierwszym mecz padł łupem akademiczek, które z trzypunktową zaliczką jechały do Torunia, tam jednak bez Joanny Walich, przegrały wyżej i ostatecznie powtórzyły wynik z sezonu 2007/2008 jakim było 6. miejsce w ekstraklasie. Po sezonie z zespołem po 5 latach gry pożegnała się Joanna Jarkowska-Walich, która wybrała ofertę klubu z Leszna, a także kapitan Monika Sibora, która przeniosła się do rybnickiego ROW-u.
Skład zespołu w sezonie 2008/2009: Agata Rafałowicz, Monika Sibora, Okeisha Howard, Patrycja Mazurczak, Weronika Idczak, Joanna Walich, Anna Pamuła, Natalia Mrozińska, Reda Aleliunaite-Jankowska, Małgorzata Myćka, Agnieszka Skobel, Marlena Wdowczyk. Trenerzy: Katarzyna Dydek, Wojciech Walich. Masażysta: Wojciech Marcinkowski.

### Sezon 2009/2010
Przed sezonem do zespołu AZS-u dołączyły: Joanna Kędzia, Katarzyna Motyl, Anita Szemraj, Eliza Gołumbiewska oraz Elżbieta Mowlik (Międzik) wracająca do gry w koszykówkę po przerwie macierzyńskiej. Zespół do rozgrywek przystąpił pod wodzą Katarzyny Dydek, a obiektem w którym zespół AZS-u rozgrywał mecze jako gospodarz była po raz pierwszym w historii hala zespołu szkół ogólnokształcących na poznańskich Krzesinach. Zespół w pierwszej części sezonu spisał się słabo, czego efektem było zwolnienie trenerki Dydek na przełomie roku 2009/2010. W nowym roku kalendarzowym funkcję pierwszego trenera zajął niezastąpiony Roman Haber, który już nie raz ratował zespół z opresji. Zespół ostatecznie nie zdołał po raz pierwszy od wielu lat awansować do pierwszej ósemki rozgrywek. Pozostała walka wśród drużyn, których celem było utrzymanie w najwyższej klasie rozgrywkowej. Akademiczki spisały się w tym etapie bardzo dobrze przegrywając jedynie mecz w Łodzi. Na koniec sezonu akademiczki zajęły 9. miejsce, pierwsze spośród drużyn, które nie zakwalifikowały się do play-off.
Skład zespołu w sezonie 2009/2010: Julia Adamowicz, Reda Aleliunaite-Jankowska, Eliza Gołumbiewska, Weronika Idczak, Joanna Kędzia, Patrycja Mazurczak, Katarzyna Motyl, Elżbieta Mowlik, Natalia Mrozińska, Anna Pamuła, Agata Rafałowicz, Adrianne Ross, Agnieszka Skobel, Anita Szemraj, Chinyere Ukoh, Wioletta Wiśniewska, Kinga Woźniak. Trenerzy: Katarzyna Dydek (do grudnia 2009), Roman Haber (od stycznia 2010). Masażysta: Wojciech Marcinkowski.

### Sezon 2010/2011
Do sezonu 2010/2011 zespół przystąpił pod wodzą nowego trenera Krzysztofa Szewczyka. Z zespołu odeszły grające tu nieprzerwanie od 2003 roku: Natalia Mrozińska i Anna Pamuła, a poza tym Agnieszka Skobel, Agata Rafałowicz i amerykanka Adrianne Ross. Ciężka kontuzja wykluczyła z gry na cały sezon ikonę zespołu AZS-u Litwinkę Redę Aleliunaite-Jankowską. W ich miejsce zespół akademiczek zasiliły: Agnieszka Makowska, Żaneta Durak oraz amerykanki Candice Champion i Britney Hodges. Klub po słabym sezonie zasadniczym, ponownie nie zakwalifikował się do fazy play-off i musiał rywalizować w grupie zespołów walczących o utrzymanie w elicie. Ostatecznie akademiczki sezon zakończyły na 10. miejscu.
Skład zespołu w sezonie 2010/2011: Kinga Woźniak, Aneta Kotnis, Patrycja Mazurczak, Weronika Idczak, Joanna Kędzia, Britney Hodges, Elżbieta Mowlik, Julia Adamowicz, Agnieszka Makowska, Daria Marciniak, Żaneta Durak, Candice Champion. Trenerzy: Krzysztof Szewczyk, Marek Lebiedziński. Masażysta: Wojciech Marcinkowski.

### Skład w sezonie 2016/2017
| Imię i Nazwisko       | wiek    | wzrost | pozycja                    | narodowość |
| --------------------- | ------- | ------ | -------------------------- | ---------- |
| Kinga Woźniak (C)     | 22 lata | 177    | rozgrywająca/obrońca       | Polska     |
| Daria Marciniak       | 21 lat  | 186    | silna skrzydłowa/center    | Polska     |
| Elżbieta Giedrojć     | 22 lata | 180    | rzucająca/niska skrzydłowa | Polska     |
| Aleksandra Pietraszek | 29 lat  | 170    | rzucająca/niska skrzydłowa | Polska     |
| Kinga Banach          | 19 lat  | 178    | rozgrywająca/obrońca       | Polska     |
| Anita Plucińska       | 20 lat  | 171    | rzucająca/niska skrzydłowa | Polska     |
| Alicja Szloser        | 19 lat  | 178    | skrzydłowa                 | Polska     |
| Marta Nowicka         | 19 lat  | 178    | skrzydłowa                 | Polska     |
| Wioletta Wiśniewska   | 22 lata | 182    | silna skrzydłowa           | Polska     |

### Skład w sezonie 2017-2018
Stan na 30 stycznia 2018, na podstawie.
| Nr | Poz. | Nar.              | Nazwisko i imię        | Data urodzenia | Wzrost | Masa ciała |
| -- | ---- | ----------------- | ---------------------- | -------------- | ------ | ---------- |
| 3  | PG   | Polska            | Nowicka, Marta         | 1997-09-19     | 170 cm |            |
| 4  | PG   | Polska            | Woźniak, Kinga         | 1994-07-29     | 176 cm |            |
| 5  | F    | Polska            | Szloser, Alicja        | 1997-07-21     | 178 cm |            |
| 6  | C    | Polska            | Marciniak, Daria       | 1994-10-19     | 183 cm |            |
| 7  | F    | Polska            | Bednarczyk, Katarzyna  | 1989-10-03     | 184 cm |            |
| 8  | SG   | Polska            | Banach, Kinga          | 1997-01-12     | 176 cm |            |
| 9  | SG   | Polska            | Tyszkiewicz, Julia     | 1996-06-09     | 178 cm |            |
| 10 | SF   | Polska            | Stefańczyk, Karolina   | 1999-05-12     | 181 cm |            |
| 11 | PF   | Ukraina           | Rymarenko, Kateryna    | 1990-04-03     | 187 cm |            |
| 12 | PG   | Polska            | Kotula, Martyna        | 1997-12-24     | 168 cm |            |
| 14 | C/F  | Polska            | Parzeńska, Aleksandra  | 1997-09-16     | 187 cm |            |
| 16 | PG   | Polska            | Niemojewska, Julia     | 1998-06-16     | 175 cm |            |
| 20 | C    | Stany Zjednoczone | Tunstull, Jewel        | 1992-10-25     | 190 cm |            |
| 24 | C    | Polska            | Zięmborska, Aleksandra | 2000-03-02     | 183 cm |            |
| 32 | PG   | Stany Zjednoczone | Davis, Jazmine         | 1993-12-15     | 170 cm |            |
| 35 | G    | Polska            | Piasecka, Aleksandra   | 2000-01-10     | 180 cm |            |
| 44 | F    | Czechy            | Stejskalová, Michaela  | 1987-04-04     | 183 cm |            |

Trener:  Marek Lebiedziński
 Asystenci: Krzysztof Dobrowolski
W trakcie sezonu przyszły: Michaela Zrůstová Stejskalová (10.01.2018)

W trakcie sezonu odeszły: Kinga Bandyk (22.11.2017), Sidney Cook (31.10.2017), Janae Smith (2.01.2018)

### Sztab szkoleniowy
- I Trener: Krzysztof Dobrowolski
- II Trener: Monika Sibora
- Masażysta: Marcin Lubik
- Lekarz drużyny: Grzegorz Biegański

### Skład w sezonie 2021-2022
| Nr | Poz. | Nar.              | Nazwisko i imię      | Data urodzenia | Wzrost | Masa ciała |
| -- | ---- | ----------------- | -------------------- | -------------- | ------ | ---------- |
| 22 | PF   | Polska            | Banaszak, Liliana    | 2000-03-22     | 186 cm |            |
| 8  | PG   | Stany Zjednoczone | Carter, Chennedy     | 1998-11-14     | 175 cm |            |
| 32 | C    | Stany Zjednoczone | Davis-Reimer, Taya   | 1995-08-24     | 190 cm |            |
| 4  | PG   | Polska            | Demczur, Kinga       | 1994-07-29     | 176 cm |            |
| 0  | SF   | Polska            | Grądzka, Julia       | 1994-06-15     | 180 cm |            |
| 7  | PG   | Stany Zjednoczone | Houser, Michaela     | 1991-05-15     | 170 cm |            |
| 13 | SF   | Polska            | Jarecka, Weronika    | 2002-01-24     | 176 cm |            |
| 12 | PF   | Polska            | Jędrzejczak, Olga    | 2002-11-19     | 181 cm |            |
| 35 | PF   | Ukraina           | Liubinets, Veronika  | 1999-07-22     | 190 cm |            |
| 24 | SF   | Polska            | Makurat, Agata       | 2004-12-17     | 188 cm |            |
| 6  | C    | Polska            | Marciniak, Daria     | 1994-10-19     | 183 cm |            |
| 10 | SF   | Stany Zjednoczone | Mccray, Danielle     | 1987-10-08     | 182 cm |            |
| 21 | S    | Polska            | Piasecka, Aleksandra | 2000-01-10     | 180 cm |            |
| 1  | PG   | Polska            | Piasecka, Malina     | 2004-03-19     | 168 cm |            |
| 15 | C    | Polska            | Piechowiak, Weronika | 2002-02-26     | 186 cm |            |
| 33 | PG   | Serbia            | Popović, Jovana      | 1990-03-13     | 173 cm |            |
| 3  | PG   | Polska            | Rogozińska, Alicja   | 2002-06-30     | 174 cm |            |
| 2  | SF   | Polska            | Żukowska, Aleksandra | 2003-12-25     | 177 cm |            |

Trener:  Grzegorz Zieliński
 Asystenci: Łukasz Zarzycki, Tomasz Baszak
W trakcie sezonu odeszły: Katarzyna Trzeciak (30.12.2021), Danielle Mccray (28.12.2021), Taya Davis-Reimer (03.01.2022)

### Skład w sezonie 2022-2023
| Nr | Poz. | Nar.              | Nazwisko i imię      | Data urodzenia | Wzrost | Masa ciała |
| -- | ---- | ----------------- | -------------------- | -------------- | ------ | ---------- |
| 14 | C    | Stany Zjednoczone | Dodson, Maya         | 1999-02-16     | 190 cm |            |
| 22 | SF   | Polska            | Dżochowska, Karolina | 2004-06-22     | 180 cm |            |
| 13 | SF   | Polska            | Jarecka, Weronika    | 2002-01-24     | 176 cm |            |
| 6  | C    | Polska            | Marciniak, Daria     | 1994-10-19     | 183 cm |            |
| 1  | PG   | Polska            | Piasecka, Malina     | 2004-03-19     | 168 cm |            |
| 15 | C    | Polska            | Piechowiak, Weronika | 2002-02-26     | 186 cm |            |
| 23 | PF   | Estonia           | Pokk, Mailis         | 1992-05-13     | 187 cm |            |
| 33 | PG   | Serbia            | Popović, Jovana      | 1990-03-13     | 173 cm |            |
| 3  | PG   | Polska            | Rogozińska, Alicja   | 2002-06-30     | 174 cm |            |
| 11 | SF   | Polska            | Skobel, Agnieszka    | 1989-01-16     | 180 cm |            |
| 0  | PG   | Stany Zjednoczone | Sutton, Alesia       | 1998-12-17     | 173 cm |            |
| 9  | SF   | Polska            | Żukowska, Aleksandra | 2003-12-25     | 177 cm |            |
| 10 | PF   | Ukraina           | Rymarenko, Kateryna  | 1990-04-03     | 187 cm |            |

Trener:  Wojciech Szawarski

### Skład w sezonie 2023-2024
| Nr | Poz. | Nar.              | Nazwisko i imię         | Data urodzenia | Wzrost | Masa ciała |
| -- | ---- | ----------------- | ----------------------- | -------------- | ------ | ---------- |
| 2  | PG   | Stany Zjednoczone | Sheppard, Aisha         | 1998-11-13     | 175 cm |            |
| 10 | PF   | Polska            | Puc, Zuzanna            | 1997-08-12     | 185 cm |            |
| 11 | SF   | Polska            | Skobel, Agnieszka       | 1989-01-16     | 180 cm |            |
| 17 | C    | Stany Zjednoczone | Vaughn, Mikayla         | 1998-12-17     | 192 cm |            |
| 21 | SG   | Polska            | Piasecka, Aleksandra    | 2000-01-10     | 180 cm |            |
| 23 | PF   | Estonia           | Pokk, Mailis            | 1992-05-13     | 187 cm |            |
| 33 | PG   | Serbia            | Popović, Jovana         | 1990-03-13     | 173 cm |            |
| 34 | PG   | Stany Zjednoczone | Wells, Chloe            | 1992-11-04     | 173 cm |            |
| 91 | PG   | Polska            | Piasecka, Malina        | 2004-03-19     | 168 cm |            |
| 92 | PF   | Polska            | Tomaszkiewicz, Patrycja | 2006-09-25     | 180 cm |            |
| 93 | PG   | Polska            | Rogozińska, Alicja      | 2002-06-30     | 174 cm |            |
| 94 | C    | Polska            | Haegenbarth, Wiktoria   | 2002-02-07     | 186 cm |            |
| 95 | C    | Polska            | Piechowiak, Weronika    | 2002-02-26     | 186 cm |            |
| 97 | SF   | Polska            | Jarecka, Weronika       | 2002-01-24     | 176 cm |            |
| 98 | PG   | Polska            | Napierała, Bianka       | 2006-02-03     | 170 cm |            |
| 99 | SF   | Polska            | Żukowska, Aleksandra    | 2003-12-25     | 181 cm |            |

Trener:  Wojciech Szawarski

## Osiągnięcia
- Mistrzostwo Polski: 1978
- Wicemistrzostwo Polski: 1932, 2004
- Brązowy medal mistrzostw Polski: 1931, 1977

## Zawodniczki
Zagraniczne
(stan na 2 września 2020 – do uzupełnienia)

- Swietłana Fomina (1991–1994)
- Olga Podkołzina (1993/1994)
- Neringa Zakalskienė (1995/1996)
- Reda Aleliūnaitė-Jankovska (1995–1997, 2002–2010)
- Swietłana Gaponowa (1997/1998)
- Tatiana Trosko (1997/1998)
- Olga Masilionene (1998/1999)
- Elena Vialenta (1998/1999)
- Larrisa Chandrouk (2000)
- Jelena Łomako (2001/2002)
- Jelena Nawojkowa (2002)
- Inga Kvasnika (2002)
- Kateřina Křížová (2002)
- Monika Barényiová (2002/2003)
- Olga Pantelejewa (2002, 2003/2004)
- Gabriela Toma (2003/2004)
- Natalija Trafimawa (2003/2004)
- Minja Siljegović (2003/2004)
- Barbora Gatialova (2005/2006)
- Amy Sanders (2007/2008)
- Okeisha Howard (2008/2009)
- Adrianne Ross (2009/2010)
- Chinyere Ukoh (2009–2011)
- Britney Hodges (2010/2011)
- Candice Champion (2010/2011)
- Brittany Gilliam (2010/2011)
- Amber Petillon (2011/2012)
- Sidney Cook (2017)
- Jazmine Davis (2017–2019)
- Kateryna Rymarenko (2017/2018, od 2022)
- Jewel Tunstull (2018)
- Michaela Stejskalová (2018)
- Khaalia Hillsman (2018/2019)
- Ołena Samburska (2018/2019)
- KeKe Calloway (2019)
- Ginette Mfutila (2019/2020)
- Lea Miletić (2019/2020)
- Monika Bosilj (2019/2020)
- Zakiya Saunders (2019/2020)
- Milana Živadinović (2019/2020)
- Jovana Popović (od 2020)
- Tiffany Brown (2020/2021)
- G’Mrice Davis (2020/2021)
- Michaela Houser (2021/2022)
- Veronika Liubinets (2021/2022)
- Taya Davis-Reimer (2021)
- Danielle Mccray (2021)
- Chennedy Carter (2022)
- Alesia Sutton (od 2022)
- Maya Dodson (od 2022)
- Mailis Pokk (od 2023)

## Trenerzy
(od roku 2003)
- Tomasz Herkt        08.07.2003 - 30.06.2004
- Roman Haber          06.07.2004 - 22.04.2005
- Grzegorz Szajek      23.04.2005 - 18.05.2006
- Roman Haber          19.05.2006 - 22.04.2008
- Katarzyna Dydek    23.04.2008 - 20.12.2009
- Roman Haber          21.12.2009 - 28.04.2010
- Krzysztof Szewczyk 29.04.2010 - 23.12.2011
- Ryszard Barański     27.12.2011 - 8.05.2016
- Krzysztof Dobrowolski 16.05.2016- 20.10.2017
- Marek Lebiedziński  20.10.2017-2019
- Elmedin Omanić od 11.05.2019
- Grzegorz Zieliński 2020-2022
- Wojciech Szawarski od 05.05.2022

## Działacze AZS-u
- Prezes Zarządu AZS: Tomasz Szponder
- Prezes sekcji koszykówki kobiet: Paweł Leszek Klepka
- Dyrektor Sportowy: Łukasz Zarzycki